# Hohberghorn
L'Hohberghorn (4.219 m s.l.m. - detto anche Hobärghorn) è una montagna svizzera del Massiccio del Mischabel nelle Alpi Pennine.
Fa parte della Nadelgrat.

## Salita alla vetta
La vetta fu salita per la prima volta nell'agosto 1869 da R. B. Heathcote, Franz Biner, Peter Perren e Peter Taugwalder. Oggi si può salire sulla vetta partendo dal Mischabelhütte.